# وید رابسون
وید رابسون (انگلیسی: Wade Robson؛ زادهٔ ۱۷ سپتامبر ۱۹۸۲) یک رقصنده، طراح رقص، کارگردان فیلم، تهیه‌کننده فیلم، ترانه‌سرا وم موسیقی‌دان اهل استرالیا است. او رقص را از پنچ سالگی آغاز کرد و در ۹ سالگی به همراه مادر و خواهرش به آمریکا مهاجرت کرد. این مهاجرت با کمک مایکل جکسون انجام شد و مایکل از او در موزیک ویدئوهای «سیاه یا سفید»، «جم و «دنیا را التیام بده» استفاده کرد. او با حمایت مایکل جکسون توانست در حالی که هنوز ۲۰ سال نداشت طراحی رقص خوانندگانی همچون بریتنی اسپیرز و گروه انسینک را انجام دهد و به یکی از طراح‌های مطرح رقص در جهان تبدیل شود. بعدها در سال ۲۰۱۳ وی گفت که مایکل جکسون از او سو استفاده جنسی می‌کرده است و از مایکل به دادگاه شکایت برد اما دادگاه درخواست او را به خاطر تناقضات زیاد و همچنین نبود عدله و مرور زمان وارد ندانست و رد کرد. او پیشتر و در طی ۲۰ سال قبل هرگونه اقدام جنسی مایکل در برابر خود را قویا رد کرده بود اما گفت که در گذشته دچار سرکوب خاطرات شده است، بدین معنی که حافظهٔ او به‌طور خودکار خاطرات وی را سد کرده و وی به تازگی همه چیز را به یاد آورده است.  سپس در مستندی به نام ترک نورلند ادعای خود را مطرح کرد که باعث بحث‌های فراوان پیرامون مایکل جکسون گردید.

## رابطه با مایکل جکسون
وید رابسون پس از مرگ مایکل جکسون در کتاب «اوپاس مایکل جکسون» که دربردارندهٔ خاطرات و دست نوشته‌های اطرافیان جکسون بود و  توسط بنیاد وی انتشار یافت درباره آشنایی با جکسون می‌نویسد: 
«من عادت داشتم که روزی سه ساعت با مایکل تلفنی صحبت کنم. هرگز دستگیرم نشد که او چگونه فرصت این کار را می‌یافت، زیرا به نظرم می‌رسید که مشغله‌های بسیاری داشت، اما به من زنگ می‌زد و ما حرف می‌زدیم و حرف می‌زدیم و حرف می‌زدیم. وقتی گوشی موبایل خریده بود، همیشه به من زنگ می‌زد و برایم پیام کوتاه می‌فرستاد. این بخشی از دوستی بی‌نظیری بود که بیست سال به درازا انجامید. نخستین بار او را در تور BAD در سال ۱۹۸۷ ملاقات کردم. پنج ساله بودم. کمپانی مایکل در هر کشوری که تور برگزار می‌شد، یک مسابقه‌ی رقص ترتیب می‌داد و من در مسابقه‌ای که در بریزبین، استرالیا برگزار شد شرکت کردم. در واقع تریلر نخستین آهنگی بود که در دو سالگی با آن رقصیدم. مادرم یک نوار ویدیویی داشت که با تماشایش دیوانه می‌شدم. هروقت که تصویر آن مرد گرگ نما (مایکل) در تلویزیون ظاهر می‌شد، از ترس به آشپزخانه می‌گریختم. وقتی سه ساله شدم، بسیاری از حرکات رقص تریلر را فرا گرفته بودم. خلاصه در مسابقه‌ی رقص برنده شدم. ما را برای ملاقات با مایکل بردند و در آنجا بود که به مایکل معرفی شدم. به خاطر دارم که لباسی همانند لباس مایکل در ویدیوی «بد» بر تن داشتم، کمربند مادرم چیزی در حدود پنج بار به دور کمرم حلقه خورده بود. توجه مایکل جلب شده بود، از من پرسید که آیا در مسابقه شرکت کرده بودم؟ به او گفتم که چنین است و سپس از من پرسید «آیا می‌خواهی فردا شب در کنار من برنامه اجرا کنی؟» نمی‌توانستم باور کنم. او قرار بود شب بعد در بریزبین کنسرت اجرا کند. ایده‌اش این بود که در آخرین بخش از کنسرت که اجرای آهنگ «بد» بود به روی صحنه بروم. او قرار بود تعدادی از کودکان بی‌سرپرست را به روی صحنه بیاورد و این فکر به ذهنش رسیده بود که ظاهر شدن من بر روی صحنه با آن لباس مخصوصم باید جالب باشد. شب بعد در کنسرت، در انتهای آهنگ همگی به روی صحنه رفتیم. استیوی واندر نیز آنجا بود. مایکل به طرف ما آمد و گفت «یالا زود باشید». فکر کردم منظورش این است که یک تکانی به خودتان بدهید. من به جلوی صحنه رفتم و کلاهم را به میان جمعیت پرتاب کردم و شروع کردم به رقصیدن و دیوانه‌گری. وقتی رویم را برگرداندم دیدم که مایکل از جمعیت خداحافظی می‌کند، باقی بچه‌ها رفته بودند و استیوی واندر را برای خروج از صحنه همراهی می‌کردند. منظور مایکل از آن جمله این بود که «بیایید، باید برویم، تمام شد.» وقتی به این موضوع پی بردم، فوری زدم به چاک. من و مادرم دو ساعت را در هتل با او گذراندیم و دوست شدیم. او کلیپ‌هایی از فیلم مونواکر که تازه بر رویش کار می‌کرد را به ما نشان داد و ما حرف زدیم و حرف زدیم. رابطه‌مان دیگر ادامه پیدا نکرد اما من دقیقاً یک روز پس از آن اجرا به استخدام یک شرکت رقص درآمدم و دو سال بعد در آمریکا بودم تا در دیزنی‌لند برنامه اجرا کنم. از طریق کارمندان مایکل با او ارتباط برقرار کردم، او مرا به خاطر داشت. من و خانواده‌ام به استودیویی که او در آنجا آلبوم دنجروس را میکس می‌کرد، رفتیم. من تعدادی از فیلم‌های رقصم را به او نشان دادم و او گفت «می‌خواهی همراه با خانواده‌ات امشب به نورلند بیایی؟» ما همگی موافقت کردیم و دو هفته آنجا ماندیم. دوستی ما آغاز شده بود. او به مدت دو هفته مرا به استودیوی رقص‌اش برد، موسیقی پخش می‌کرد و ما ساعت‌ها می‌رقصیدیم. ما آنجا می‌نشستیم و فیلم می‌دیدیم، برای نمونه لاک‌پشت‌های نینجا (Teenage Mutant Ninja Turtles). باقی وقت‌ها از نورلند بیرون می‌رفتیم و ماشین سواری می‌کردیم، صدای ضبط را هم بسیار بلند می‌کردیم. او حتی مونواک را به من یاد داد. ما در استودیوی رقص‌اش بودیم، او قدم به قدم به من آموزش می‌داد. آن شب اصلاً نتوانستم بخوابم. تجربه‌ی مونواک در کنار مردی که این رقص را جهانی کرده بود، هیجان بسیاری در من ایجاد کرده بود. پس از آن من و مامان تصمیم گرفتیم به آمریکا نقل مکان کنیم تا من رویای تبدیل شدن به یک رقصنده را دنبال کنم و مایکل کسی بود که به ما کمک کرد. او با شرکت دادن من در ویدیوی «سیاه یا سفید» (Black or White) یک شروع طوفانی در اختیارم قرار داد. نقشی که او در زندگی‌ام ایفا کرد، نقش یک استاد بود. وقتی من هفت ساله بود او به من گفت که یک روز کارگردان فیلم می‌شود و شدم. او تشنگی آموختن و دانش را در من ایجاد کرد. یکبار نماینده‌ی یک کمپانی ضبط موسیقی به خانه‌ی من آمد. (به MJJ اشاره دارد، شرکت زیرمجموعه‌ی کمپانی ناشر موسیقی مایکل جکسون، اپیک. مایکل در سال ۱۹۹۴ میان شرکت خودش، MJJ و رابسون قراردادی را به امضا درآورد و گروه Quo را تاسیس کرد.) آنچه جالب است اینست که او مانع تبدیل شدن من به یک بچه‌ی لوس و خودخواه شد. او می‌گفت «این مال توست، اما من می‌خواهم که تو از آن به درستی استفاده کنی. همیشه قدر شناس باش وگرنه آن را پس خواهم گرفت.» آخرین بار در جولای سال ۲۰۰۸ دیدمش. من در وگاس سرگرم کار بر روی یک نمایش بودم و او در همان شهر زندگی می‌کرد. من، همسرم، او و سه فرزندش یک مهمانی باربکیو داشتیم. این عادی‌ترین چیز بود. من و همسرم غذای سالمی تدارک دیده و کلی خرید کرده بودیم. اما وقتی به آنجا رسیدیم دیدیم که مایکل کلی آشپزی کرده بود. به او گفتم «مرد، چرا اینهمه تدارک دیده‌ای؟ ما غذای معمولی با خود آورده‌ایم.» من برای تهیه‌ی باربکیو به بیرون رفتم و مایکل در زیر یک چتر آنجا نشست. ما اوقات بسیار خوبی با هم داشتیم زیرا او مرد بسیار مهربان و دلسوزی بود. بیش از همه دلم برای آن گپ‌های تلفنی تنگ می‌شود. هنوز هم شماره موبایل‌اش را در گوشی‌ام دارم. حتی نمی‌توانم به پاک کردن پیام‌های کوتاهش فکر کنم.»
هاوارد ویتزمن وکیل بنیاد مایکل جکسون پس از ادعای رابسون گفت: «ادعای آقای رابسون وقیحانه و رقت انگیز است. او همان مرد جوانی است که طی بیست سال گذشته دست کم دو بار با سوگند در دادگاه شهادت داد و در مصاحبه‌هایش بیان کرد که مایکل جکسون هرگز مرتکب کار ناشایستی نشده بود. اکنون، چهار سال پس از فوت مایکل، این ادعای غم‌انگیز و غیرموثق از جانب وی مطرح شده است. ما اطمینان داریم که دادگاه این مسئله را به همان گونه که در واقع هست قضاوت خواهد کرد.»
در تاریخ 26 آوریل 2021 ، پرونده رابسون به دلیل فقدان مدارک مستدل مبنی بر اعمال کنترل جکسون توسط متهمین همچنین فقدان ادله به منظور اثبات کودک آزاری توسط دادگاه رد شد.